# Martin Blank (político)
Martin Blank (5 de fevereiro de 1897 – 11 de março de 1972) foi um político alemão do Partido Democrático Liberal (FDP) e ex-membro do Bundestag alemão.

## Literatura
Herbst, Ludolf; Jahn, Bruno (2002).  Vierhaus, ed. Biographisches Handbuch der Mitglieder des Deutschen Bundestages. 1949–2002 (em alemão). München: De Gruyter - De Gruyter Saur. 1715 páginas. ISBN 978-3-11-184511-1